# Den Halven van Damme
Den Halven van Damme is een halve-triatlon- en duatlonwedstrijd te Damme in België. De wedstrijd wordt ook wel de "Clash der Titanen" genoemd omdat beide groepen samen aan de start staan. De wedstrijd heeft plaats eind september en is voor veel atleten de laatste van het seizoen.
De wedstrijd wordt sinds 2012 jaarlijks gehouden over een afstand van zwemmen (2 km) of lopen (7 km), wielrennen (90 km) en hardlopen (20 km).

## Palmares
1. 2012	Bart Becquart
2. 2013	Michael Van Cleven
3. 2014	Seppe Odeyn
4. 2015	Christiaens Frederik
5. 2016	Berlage Lucky
6. 2017	*uitzonderlijk geen titaan
7. 2018	Thijs Rik